# Cornelio (Bibbia)
Cornelio (in greco Κορνήλιος; in latino Cornēlĭus; I secolo) è citato come un centurione romano e primo fra i pagani a convertirsi al Cristianesimo negli Atti degli apostoli.
La conversione di Cornelio è narrata nel capitolo 10 e nella prima parte del capitolo 11 degli Atti degli apostoli; l'evento riveste un'importanza fondamentale nella storia delle prime comunità cristiane, che si aprivano ad accogliere i non circoncisi come i circoncisi, liberandosi dall'antico formalismo. La vicenda avrà un peso considerevole nelle decisioni prese nel concilio di Gerusalemme.
Secondo la tradizione, Cornelio succedette a Zaccheo come secondo vescovo di Cesarea di Palestina.
Viene venerato come santo.

## Racconto evangelico
Cornelio era un centurione della coorte romana detta Cohors italica, di stanza a Cesarea, nella provincia romana della Giudea. Fin dai primi versetti del capitolo 10, viene messa in chiaro la singolarità del personaggio, di cui vengono sottolineate le origini estranee al giudaismo e che, tuttavia, viene definito religioso e timorato di Dio. Secondo il racconto biblico, Dio inviò a Cornelio un angelo che gli ordinò di mandare a chiamare Simon Pietro, il quale in quel momento si trovava a Giaffa. Subito dopo aver ricevuto la visione, il centurione chiamò due dei suoi servitori e un soldato che era ai suoi ordini e, dopo aver spiegato loro ogni cosa, li mandò a Giaffa.
La conversione di Cornelio avviene, tuttavia, solo dopo il racconto di un'altra visione, questa volta indirizzata a Pietro. Nella visione, l'Apostolo vede un oggetto scendere dal cielo, simile a una grande tovaglia, sulla quale si trovavano animali di ogni tipo. Al risuonare di una voce che lo invita a uccidere e mangiare gli animali, Pietro rifiuta poiché, in accordo con la legislazione biblica, ritiene tali cibi profani e impuri. Al rifiuto dell'Apostolo, la voce risponde dicendo: "ciò che Dio ha purificato, tu non chiamarlo profano".
All'arrivo degli uomini di Cornelio, Pietro capisce il significato della visione: Dio gli aveva mostrato che non si deve chiamare profano o impuro nessun uomo; decide quindi di recarsi a Cesarea. Arrivato a casa del centurione, Pietro pronuncia un discorso in cui racconta il ministero di Gesù e la sua resurrezione, ma viene interrotto dall'improvvisa discesa dello Spirito Santo sugli astanti. I fedeli convertiti venuti con Pietro si stupirono che anche sui pagani si fosse effuso il dono dello Spirito Santo, dal momento che li sentivano parlare in altre lingue e glorificare Dio. Il capitolo 10 si conclude con l'ordine, da parte di Pietro, di battezzare Cornelio e i non convertiti in sua compagnia.
Il racconto della vicenda continua nel capitolo 11 deli Atti, fino al versetto 18. Una volta tornato a Gerusalemme, infatti, Pietro viene rimproverato dai fedeli convertiti che lo accusano di essere entrato in casa e aver mangiato insieme a uomini non convertiti. Tuttavia, dopo aver udito l'accaduto e la visione ricevuta da Dio, gli astanti si calmarono e riconobbero che Dio aveva concesso anche ai pagani il dono della conversione.

## Significato
Il racconto affronta due temi di fondamentale importanza per il cristianesimo delle origini: l'apertura della missione evangelica ai pagani e la loro impurità, da cui derivava il divieto della condivisione della mensa con i fedeli circoncisi. La narrazione tratta entrambe le tematiche, inserendo nella più ampia cornice della conversione del centurione Cornelio, il tema della comunione di mensa con i pagani.  Quest'ultima tematica viene richiamata per tre volte all'interno del testo: essa è anticipata dalla visione di Pietro; resa esplicita nelle prime battute di Pietro a casa di Cornelio; ribadita nel discorso di difesa di Pietro a Gerusalemme, nel capitolo 11 degli Atti.
Storicamente il racconto di Pietro e Cornelio mette in luce una forte polemica all’interno della Chiesa degli inizi, che probabilmente aveva coinvolto Simon Pietro in prima persona. Il dibattito riguardava la prassi della circoncisione all'interno della comunità dei fedeli cristiani e, quindi, il rispetto totale dei precetti della tradizione levitica. Fino a quel momento, infatti, il movimento cristiano era composto quasi interamente da Ebrei, per i quali l'accoglienza di pagani non circoncisi all'interno della propria comunità suscitava problemi in quanto, per ragioni di purità rituale, essi erano tenuti a limitare le relazioni con i non Ebrei. Secondo la narrazione evangelica, la questione verrà risolta all'interno del concilio di Gerusalemme. In quell'occasione Pietro, chiamato a presiede il consiglio insieme a Giacomo, comincia il proprio discorso con un riferimento all'episodio di Cornelio, ribadendo ancora una volta che l'apertura del Cristianesimo ai pagani rispecchiava pienamente la volontà di Dio. Durante il concilio di Gerusalemme si decreta, quindi, l'accoglienza nella Chiesa dei Gentili non circoncisi a cui, tuttavia, viene richiesta un'osservanza parziale di regole alimentari e sessuali.

## Culto
Viene ricordato come santo dalla Chiesa cattolica e festeggiato il 20 ottobre, mentre la tradizione ortodossa lo commemora il 13 settembre. Cornelio, inoltre, è onorato con una festività minore nel calendario liturgico della Chiesa Episcopale degli Stati uniti d'America, il 4 gennaio.

## Iconografia

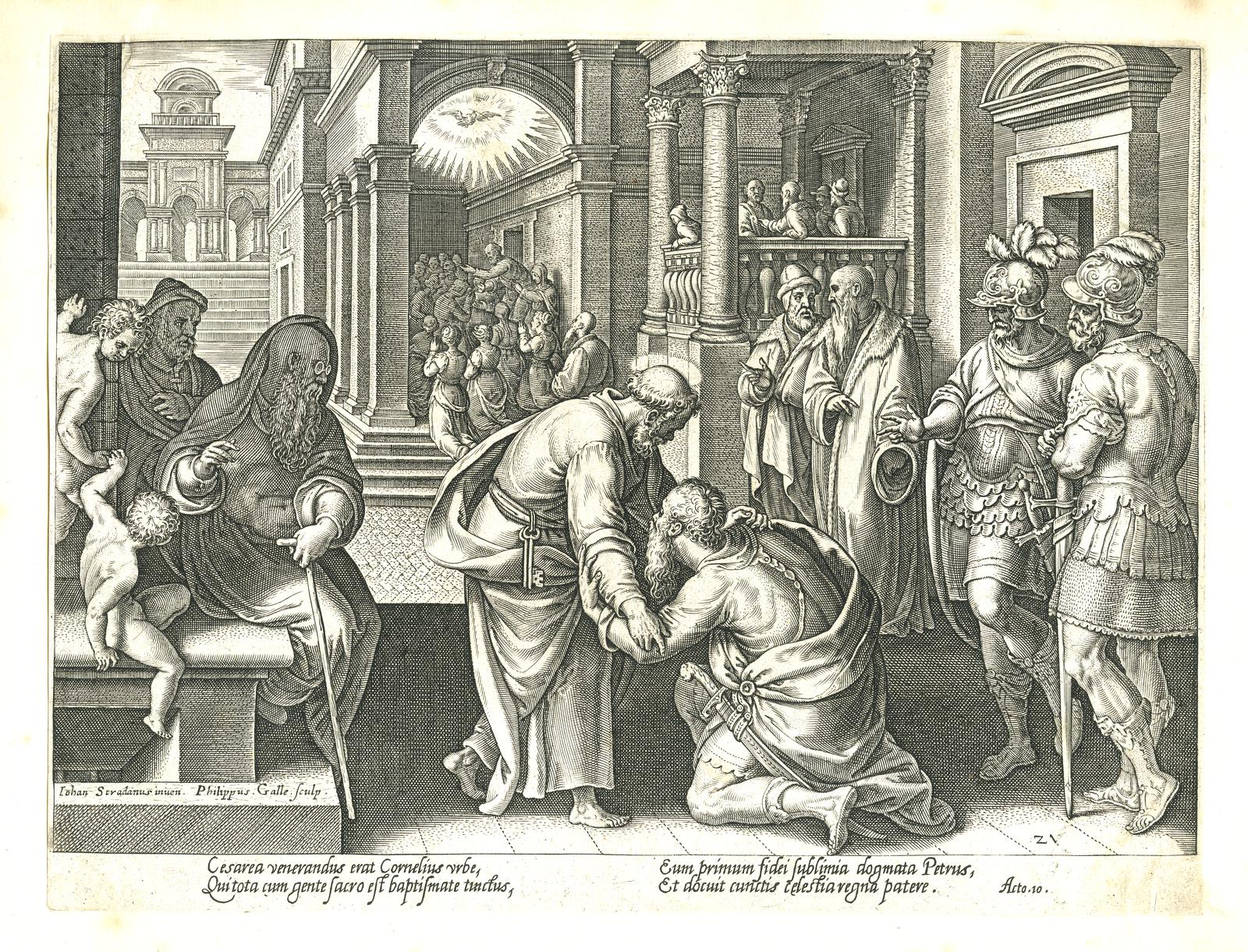
Philip Galle, The gentile centurion, 1582
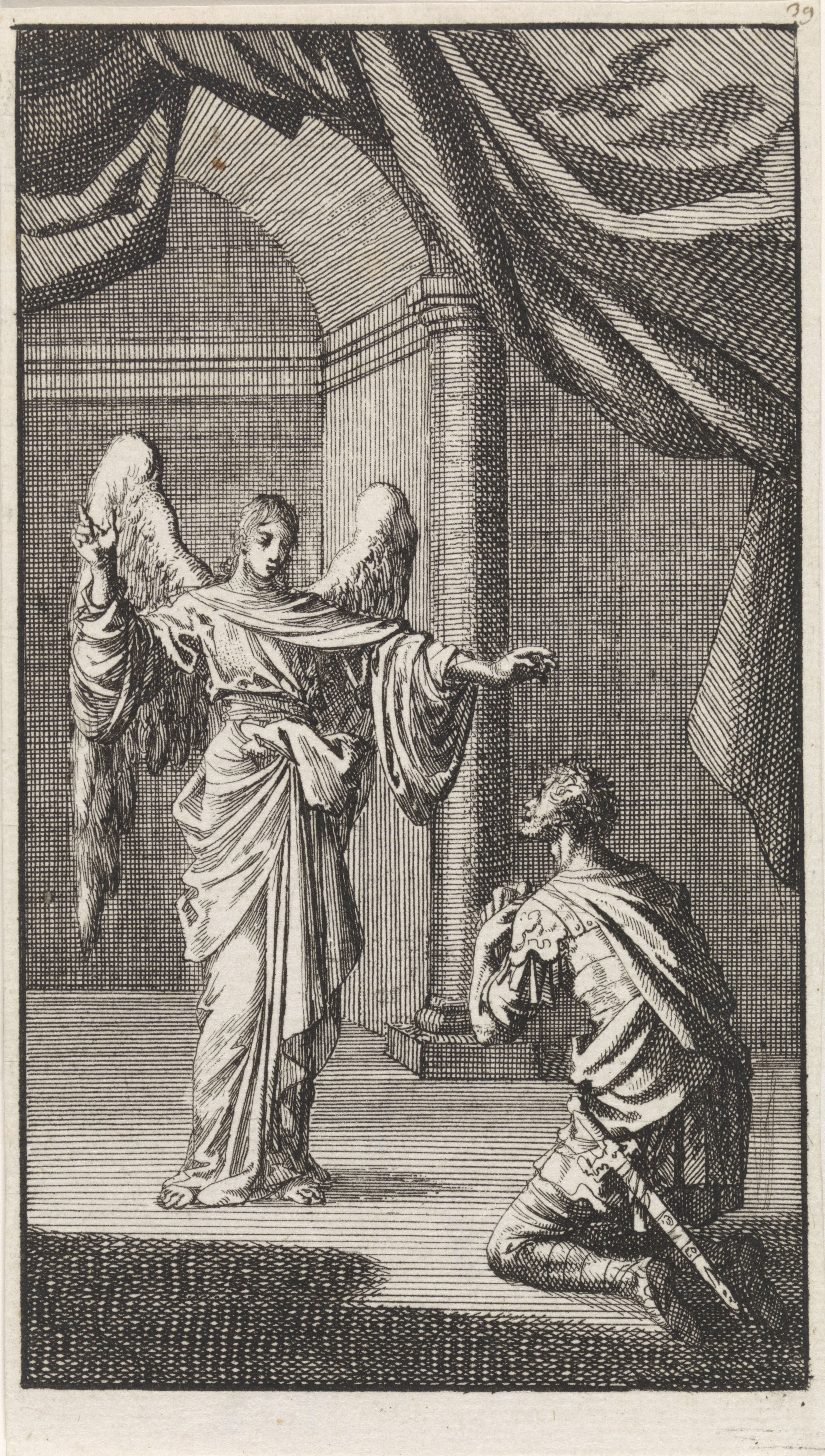
Jan Luyken, Cornelius knielt voor de tot hem gezonden engel, 1712
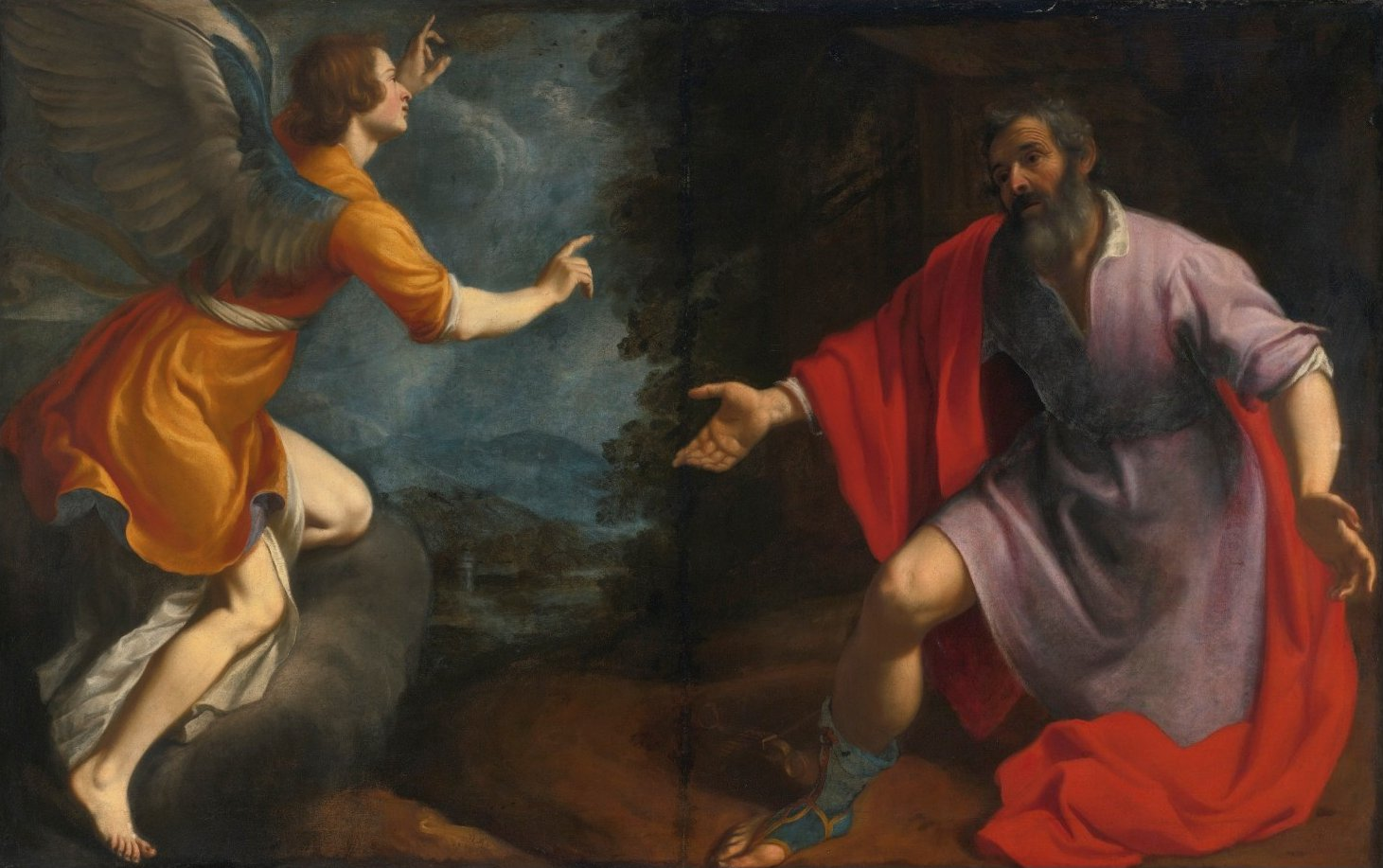
Zanobi Rosi, Visione del centurione Cornelio
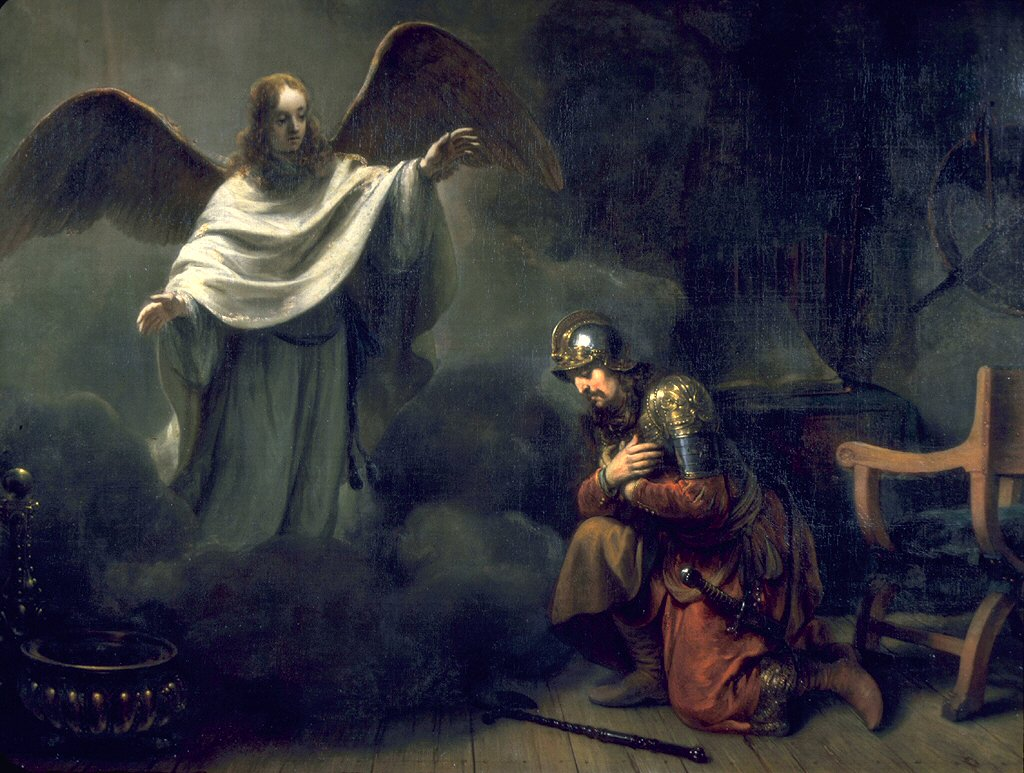
Gerbrand van den Eeckhout, Vision of Cornelius the Centurion, 1664
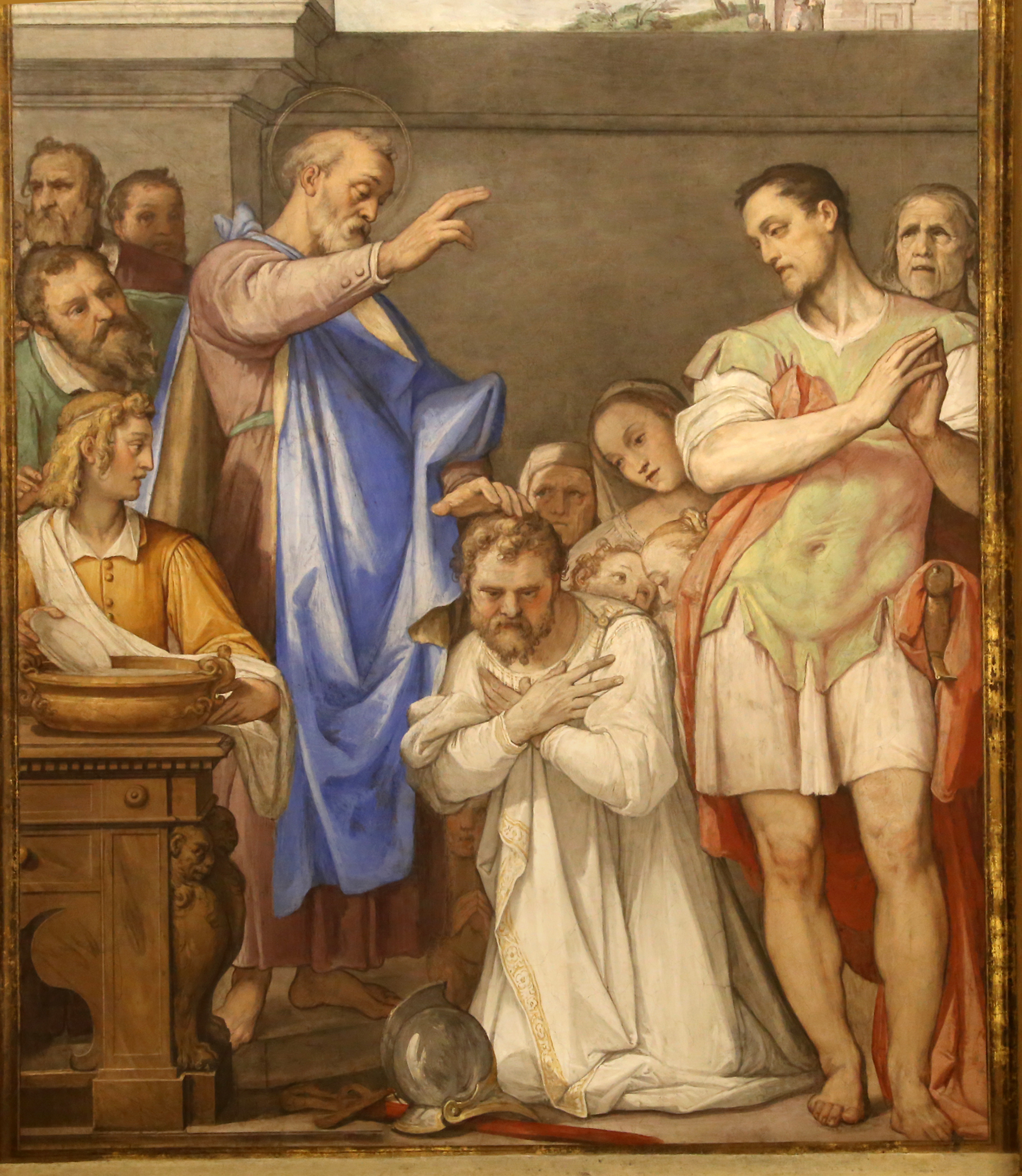
Federico Zuccari, Battesimo del centurione Cornelio, 1580-1585 ca.